# Coronini
Coronini is een Roemeense gemeente in het district Caraș-Severin.
Coronini telt 1922 inwoners.